# George Biddell Airy

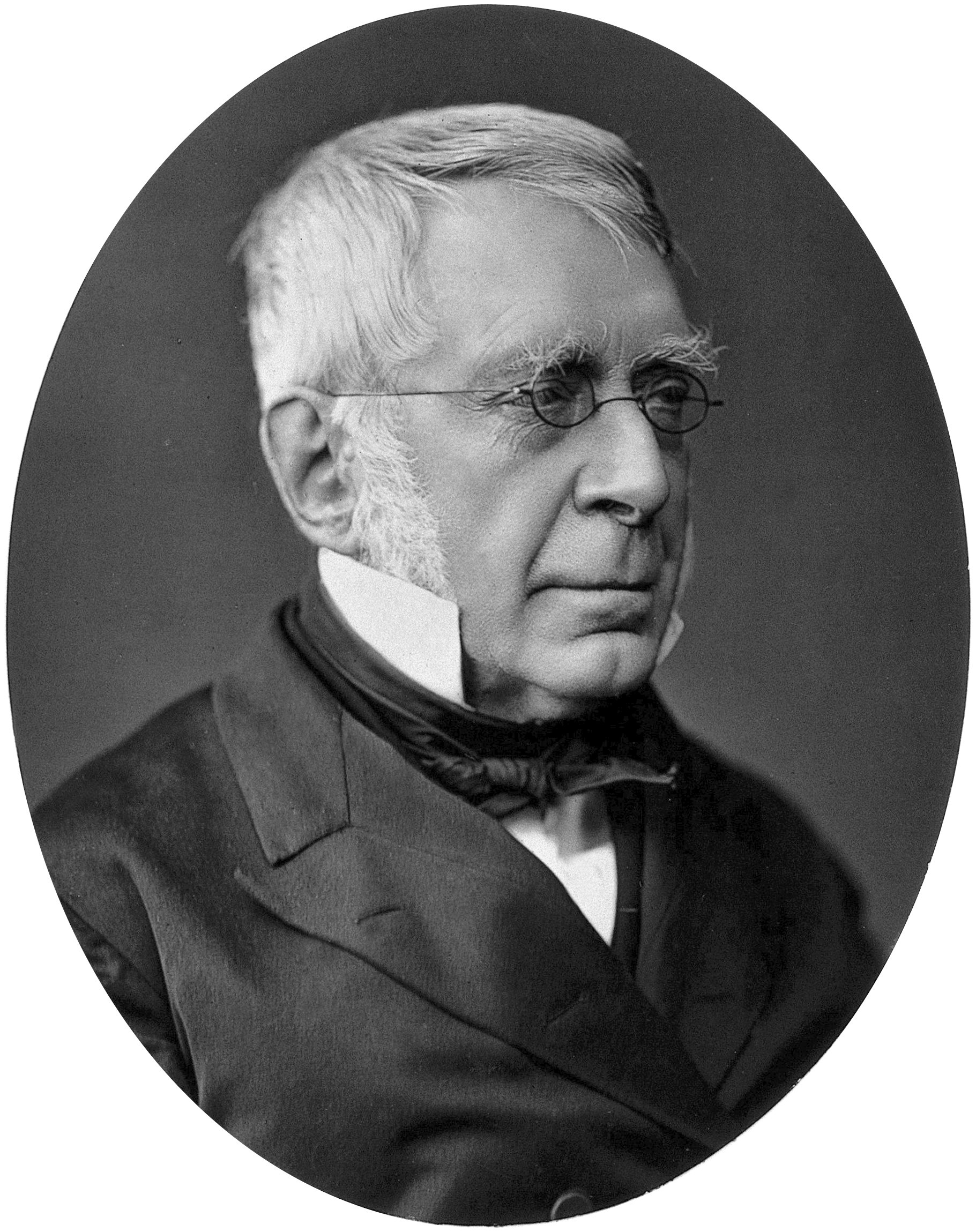
George Biddell Airy

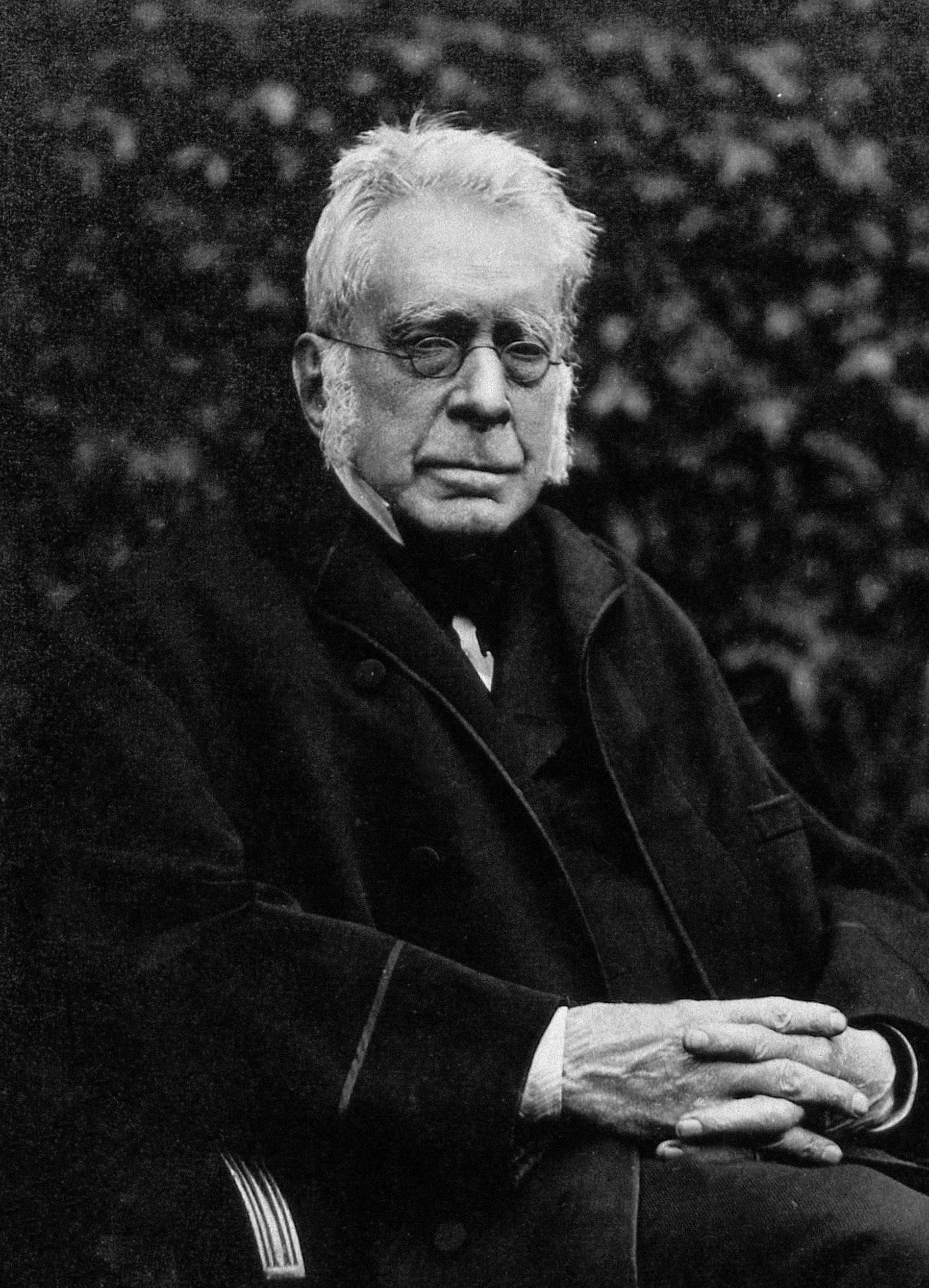
George Biddell Airy, 1891

Sir George Biddell Airy (* 27. Juli 1801 in Alnwick, Northumberland; † 2. Januar 1892 in Greenwich) war ein englischer Mathematiker und Astronom. Er leistete bedeutende Beiträge zur Himmelsmechanik, Astrometrie und Optik.

## Leben und Wirken

### Ausbildung
Airy entstammt einer Familie, deren Vorfahren im 14. Jahrhundert in Westmorland lebten. Die Angehörigen des Zweiges, dem Airy angehörte, mussten infolge des Englischen Bürgerkrieges nach Lincolnshire ziehen und in der Folgezeit Landwirtschaft betreiben.
Airy besuchte die Grundschule in Hereford und anschließend die „Royal Grammar School“ in Colchester. Ein reicher Verwandter förderte seine schulische Weiterbildung und begeisterte ihn für die Physik.
Ab 1819 studierte er am Trinity College der University of Cambridge. Aufgrund ausgezeichneter Leistungen war er mehrfach Jahresbester. 1823 schloss er sein Studium ab und wurde mit dem „Smith-Preis“ ausgezeichnet. Im folgenden Jahr trat er in Cambridge die Stelle eines Dozenten für Mathematik an. Im Dezember 1826 übernahm er als Nachfolger von Thomas Turton den Lucasischen Lehrstuhl für Mathematik. Den Lehrstuhl hatte er allerdings nur für etwas mehr als ein Jahr inne, da er im Februar 1828 zum Professor für Astronomie und „Experimentelle Philosophie“ ernannt wurde und die Leitung der neu errichteten Sternwarte von Cambridge übernahm.

### Astronom in Cambridge
Zu diesem Zeitpunkt war das einzige Teleskop der Sternwarte ein „Durchgangsinstrument“ zur Bestimmung von Sternpositionen. Airy führte damit sorgfältige Messungen durch, die er jährlich veröffentlichte. 1833 wurde ein Quadrant angeschafft und der Herzog von Northumberland vermachte der Sternwarte ein hochwertiges Teleskop mit 30 cm Öffnung. Das Gerät wurde auf einer von Airy konstruierten Montierung aufgesetzt.
Während seiner Zeit in Cambridge beschäftigte sich Airy mit mathematischen, physikalischen und astronomischen Problemen. Er veröffentlichte unter anderem Abhandlungen über die Lichtbrechung von Linsengläsern (die so genannten Airy-Scheibchen werden heute noch zur Beurteilung der Güte von Teleskopen herangezogen) und die Entstehung von Regenbögen. Er war der Entdecker des Astigmatismus des menschlichen Auges. Er berechnete die Masse des Planeten Jupiter und untersuchte die Bahnstörungen von Erde und Venus. Letztere Arbeit war sehr bedeutend und führte zur Verbesserung von astronomischen Tabellen. Die Royal Astronomical Society zeichnete ihn dafür 1833 mit ihrer Goldmedaille aus.
Darüber hinaus stellte er einen Vergleich über die Fortschritte in der Astronomie in England und anderen Ländern an, der sehr ungünstig für England ausfiel.

### Seine Zeit in Greenwich
Im Juni 1835 wurde Airy als Nachfolger von John Pond zum Astronomer Royal und Direktor des Royal Greenwich Observatory ernannt. Die Arbeitsbedingungen am Observatorium waren nach Airys Auffassung unzureichend, so dass er den gesamten Betrieb neu organisierte. Er überarbeitete die vorhandenen Aufzeichnungen, stellte den Grundstock einer Bibliothek sicher, ließ ein Äquatorialfernrohr von Richard Sheepshanks aufstellen und ein Observatorium zur Messung des irdischen Magnetfeldes einrichten.
1847 ließ Airy ein Teleskop mit äquatorialer Montierung aufstellen, das die bessere Beobachtung des Mondes ermöglichte; bis dahin konnte der Mond in Greenwich nur beim Durchgang durch den Meridian beobachtet werden. 1848 erfand er ein Zenitprisma zur leichteren Beobachtungen von Sternen im Zenit. 1850 wurde ein Meridianfernrohr mit 20,3 cm Öffnung und 3,5 m Brennweite in Betrieb genommen, 1859 folgte ein Teleskop mit 33 cm Öffnung. Ab 1868 arbeitete man in Greenwich auf dem Gebiet der Spektroskopie und von 1873 an konnten Fotografien der Sonnenflecken angefertigt werden.
Airy sichtete die umfangreichen Daten der in Greenwich gemachten Mondbeobachtungen von 1750 bis 1830. Es entstand eine Zusammenfassung von 8.000 Beobachtungen, die unter seinen Vorgängern James Bradley, Nathaniel Bliss, Nevil Maskelyne und John Pond gemacht worden waren. Die Daten standen den Astronomen ab 1846 zur Verfügung und konnten zu Vergleichszwecken und der Verbesserung von astronomischen Tafeln herangezogen werden. Der dänische Astronom Peter Andreas Hansen stellte an der Sternwarte Gotha anhand der Daten zwei weitere Unregelmäßigkeiten beim Umlauf des Mondes um die Erde fest. Durch Airys Einfluss erhielt Hansen finanzielle Unterstützung durch die britische Admiralität und konnte seine berühmten Tables de la Lune (Mondtafeln) fertigstellen. Mondtafeln waren für die Seemacht England von großer Bedeutung, da mit ihrer Hilfe die Gezeiten genau bestimmt werden konnten. Für sein Werk wurde Airy 1848 zum zweiten Mal mit der Goldmedaille der Royal Astronomical Society ausgezeichnet.
Ein anderes Forschungsobjekt Airys war die Bestimmung der mittleren Dichte des Planeten Erde. Er ging das Problem mithilfe von Pendeln an, die er an der Erdoberfläche und in der Tiefe schwingen ließ. 1826 begann er mit Experimenten in der „Dolcoath Mine“ in Cornwall, wobei das unterirdisch aufgestellte Pendel jedoch verschüttet wurde. Ein weiterer Versuch musste wegen eines Wassereinbruchs abgebrochen werden. Airy konnte seine Untersuchungen erst sehr viel später weiterführen. Ein weiteres Experiment fand vermutlich 1854 bei „Harton Pit“ nahe South Shields statt. Airy stellte anhand der unterschiedlichen Schwingungsfrequenzen fest, dass die Gravitation in 383 m Tiefe größer ist als an der Erdoberfläche. Für die Dichte der Erde leitete er einen Wert von 6,566 g/cm3 ab (der tatsächliche Wert beträgt 5,515 g/cm3), ferner geht auf ihn ein Modell der Isostasie zurück.
1872 ersann Airy eine Methode zur exakten numerischen Bestimmung der Mondumlaufbahn, die er in den Nachrichten der Royal Astronomical Society veröffentlichte. Sie basierte auf Charles-Eugène Delaunays numerischen Ausdrücken zur Bestimmungen der Breite, Länge und Parallaxe, wobei Terme in das Gleichungssystem einzufügen waren. Die Bahnbestimmung erforderte eine immense Rechenarbeit. Airy veröffentlichte die Ergebnisse 1886, im Alter von 85 Jahren. Kurz zuvor war ihm der Verdacht gekommen, dass seine Berechnungen Fehler enthielten, für eine komplette Überarbeitung fehlten ihm jedoch altersbedingt die Kräfte. 1890 teilte er resigniert mit, dass sich bereits in den ersten Rechenschritten ein gravierender Fehler eingeschlichen habe.
Durch Airys Tätigkeiten erlangte das Royal Greenwich Observatory weltweite Geltung. Von 1872 bis 1873 war Airy Präsident der Royal Astronomical Society. 1881 trat er von allen offiziellen Ämtern zurück. Er lebte bis zu seinem Tode im Jahr 1892 im „White House“ in der Nähe der Sternwarte.

## Ehrungen
1832 wurde er in die American Academy of Arts and Sciences gewählt. 1833 und nochmals 1846 wurde er mit einer Goldmedaille der Royal Astronomical Society ausgezeichnet. Am 5. Januar 1835 wurde er korrespondierendes Mitglied der Académie des sciences; seit 26. Februar 1872 war er "asscocié étranger" der Akademie. 1835 wurde er Ehrenmitglied ("Honorary Fellow") der Royal Society of Edinburgh. 1836 wurde Airy als Mitglied („Fellow“) in die Royal Society gewählt, von der er 1831 die Copleymedaille und 1845 die Royal Medal erhielt. Außerdem war er seit 1834 korrespondierendes und seit 1879 auswärtiges Mitglied der Königlich-Preußischen Akademie der Wissenschaften. 1840 wurde er zum korrespondierenden und 1859 zum auswärtigen Mitglied der Bayerischen Akademie der Wissenschaften gewählt. Im Dezember 1840 wurde er als korrespondierendes Mitglied in die Russische Akademie der Wissenschaften in Sankt Petersburg aufgenommen. 1851 wurde er zum auswärtigen Mitglied der Göttinger Akademie der Wissenschaften gewählt. Die Königliche Akademie der Wissenschaften und Schönen Künste von Belgien nahm ihn 1853 als assoziiertes Mitglied auf. Am 24. Januar 1854 wurde er in den preußischen Orden Pour le Mérite für Wissenschaft und Künste als ausländisches Mitglied aufgenommen, 1865 in die National Academy of Sciences und 1879 in die American Philosophical Society gewählt.

### Benennungen

Die Airy-Funktionen

Nach Airy wurden unter anderem benannt:
- Die Airy-Funktionen {\displaystyle Ai(x)} und {\displaystyle Bi(x)} in der Mathematik.
- Der Mondkrater Airy.
- Der Marskrater Airy, sowie der darin befindliche, den Nullmeridian definierende kleinere Marskrater Airy-0.
- Beugungsscheibchen werden in der Optik und Astronomie als Airy-Scheibchen bezeichnet.[9] Diese werden umso kleiner, je größer die Öffnung des Teleskops ist.
- Die Airy-Formel zur wellenlängenabhängigen elektromagnetischen Abstrahlung {\displaystyle I_{T}(\lambda )}.
- Airysche Spannungsfunktion in der Elastizitätstheorie.
- Airy-Strahl – erstmals 2007 experimentell beobachtete, beugungsfreie elektromagnetische Wellen mit ungewöhnlichen Eigenschaften (gekrümmte Ausbreitung, selbst beschleunigend und „selbstheilend“), ähnlich dem Bessel-Strahl.[10][11][12]
- Der Airy-Gletscher in der Antarktis.
- Die Airy-Punkte bei Lagerung eines Trägers auf zwei Stützen.

## Literatur

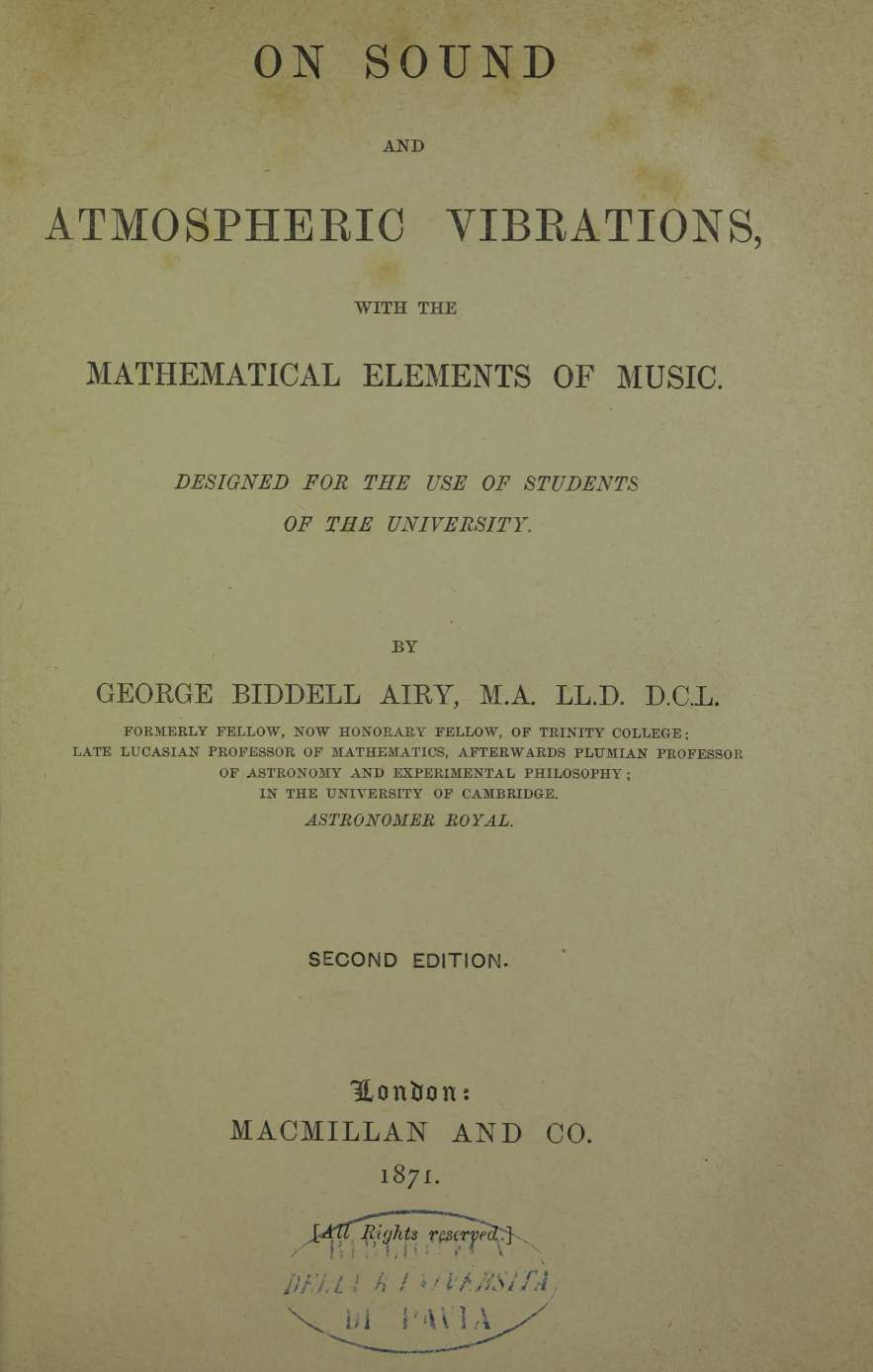
On sound and atmospheric vibrations with the mathematical elements of music, 1871